# Сцинтиграфија штитне жлезде
Сцинтиграфија штитне жлезде је метод при коме се мерењем радиоактивног зрачења изнад штитне жлезде добија слика њеног облика и величине. Истовремено се утврђује да ли цело ткиво жлезде равномерно везује или не везује радиоактивни јод (131Ј). 
Смањено везивање или изостанак у појединим деловима указује не „хладна поља“, тј. на постојање малигних творевина, а јача везивања на појединим деловима на „топла поља“, тј. на постојање тумора са хиперфункцијом (тиреотоксични аденом).
|  | Молимо Вас, обратите пажњу на важно упозорење у вези са темама из области медицине (здравља). |